# Acrobasis demotella
Acrobasis demotella (tên tiếng Anh: Walnut shoot moth) là một loài bướm đêm thuộc họ Pyralidae. Nó được tìm thấy ở Hoa Kỳ, từ Ontario phía nam đến North Carolina và phía tây đến Missouri và Michigan.
Sải cánh dài 20–24 mm.
Ấu trùng ăn các loài Juglans, Carya illinoinensis và other Carya.

## Hình ảnh

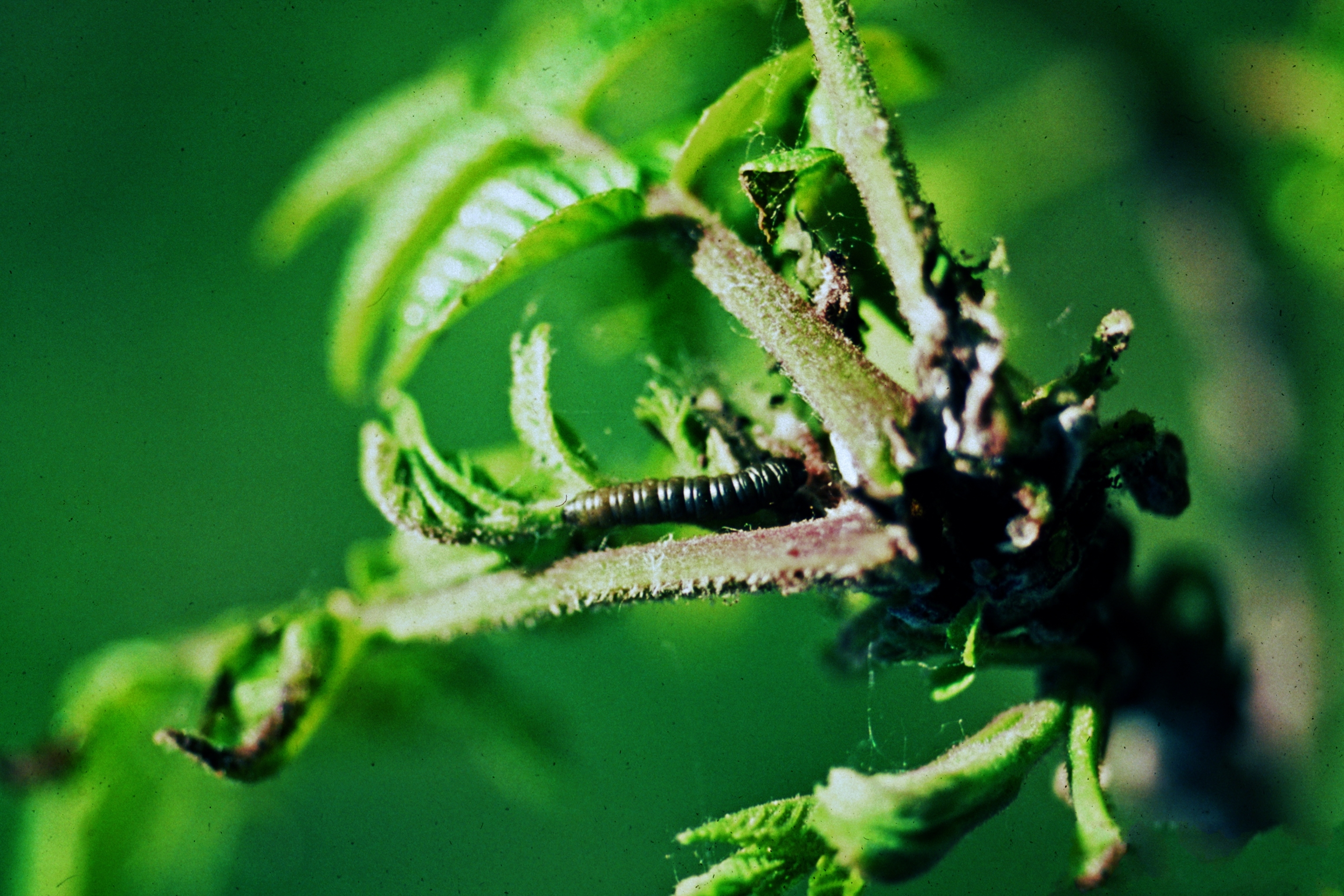
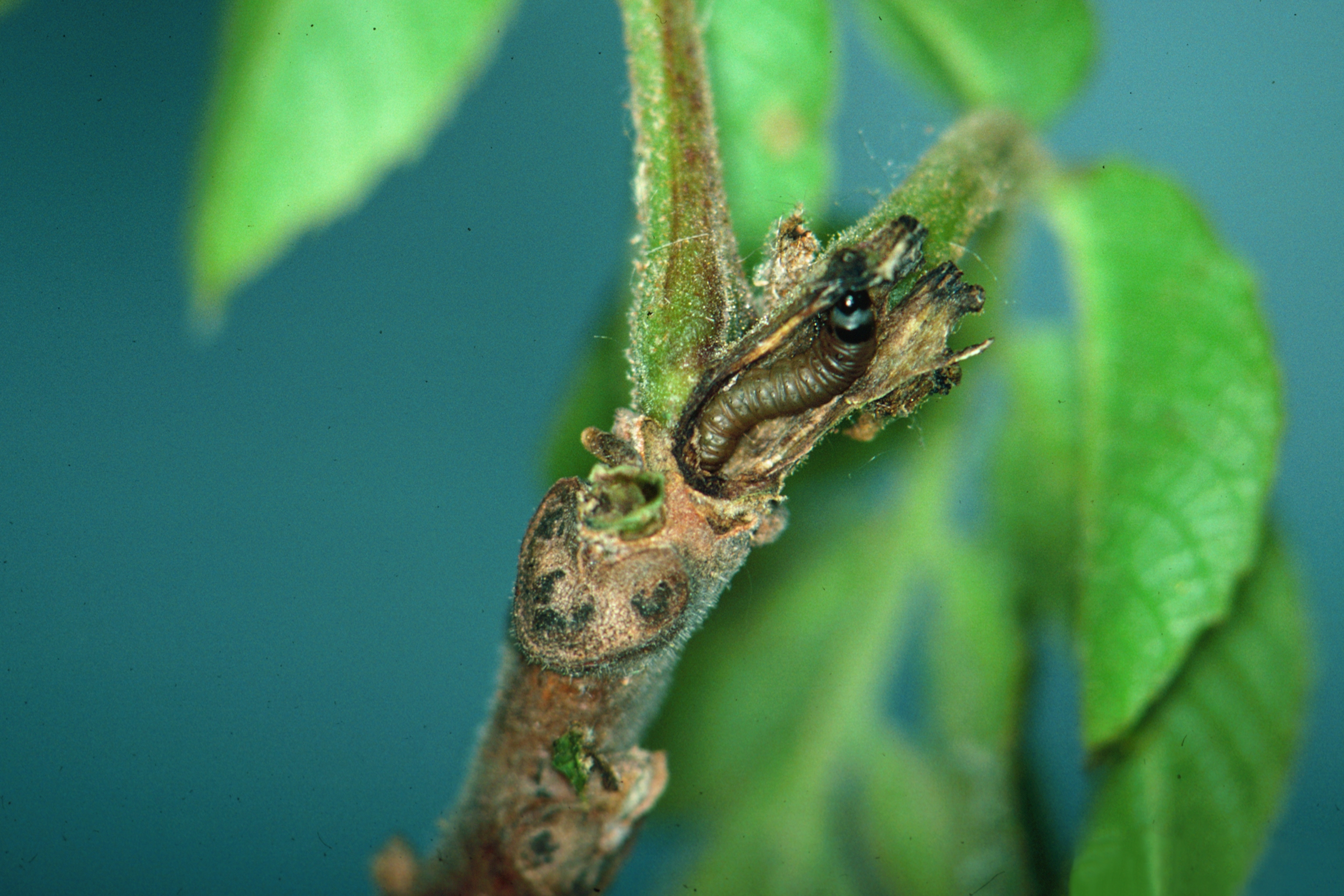
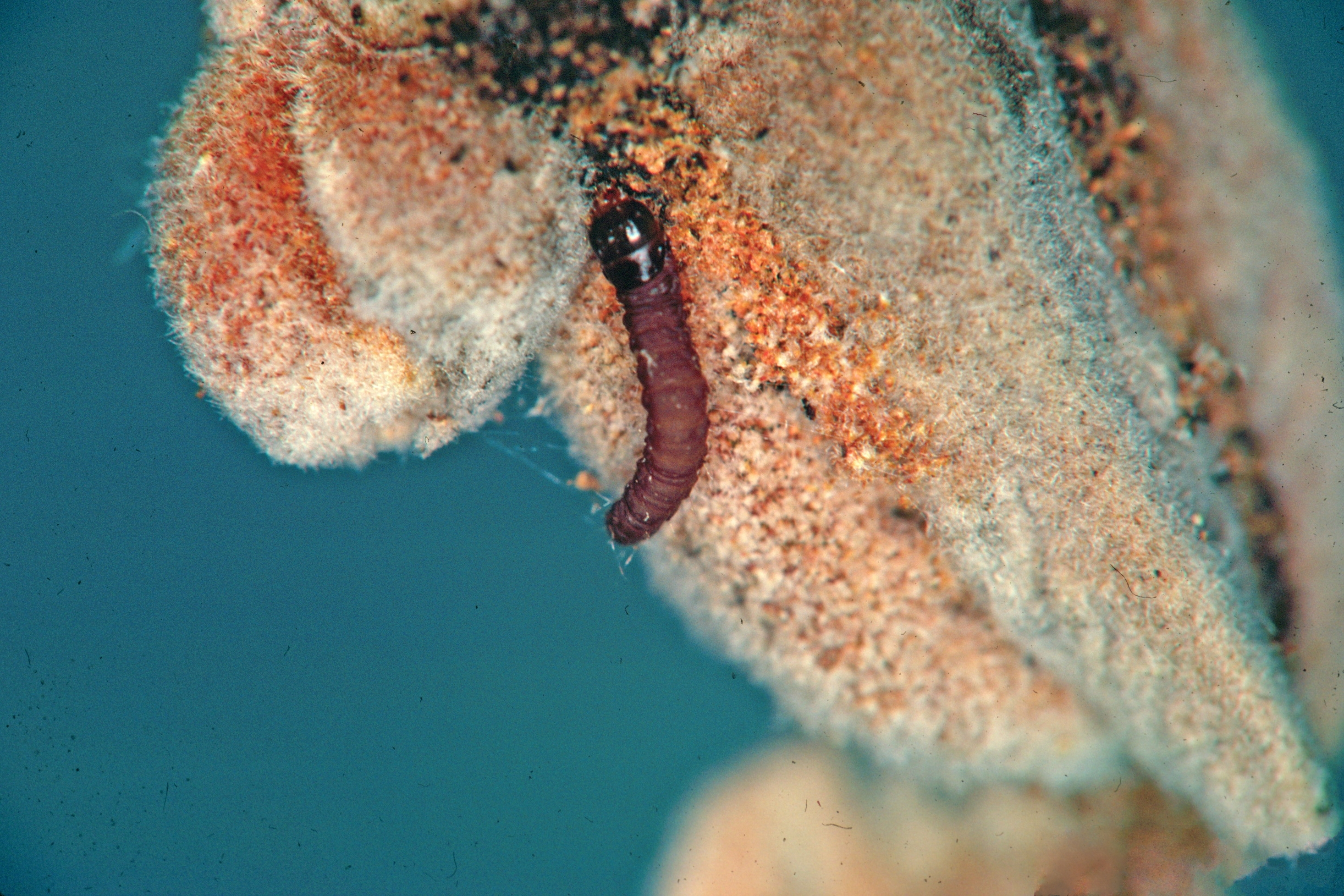
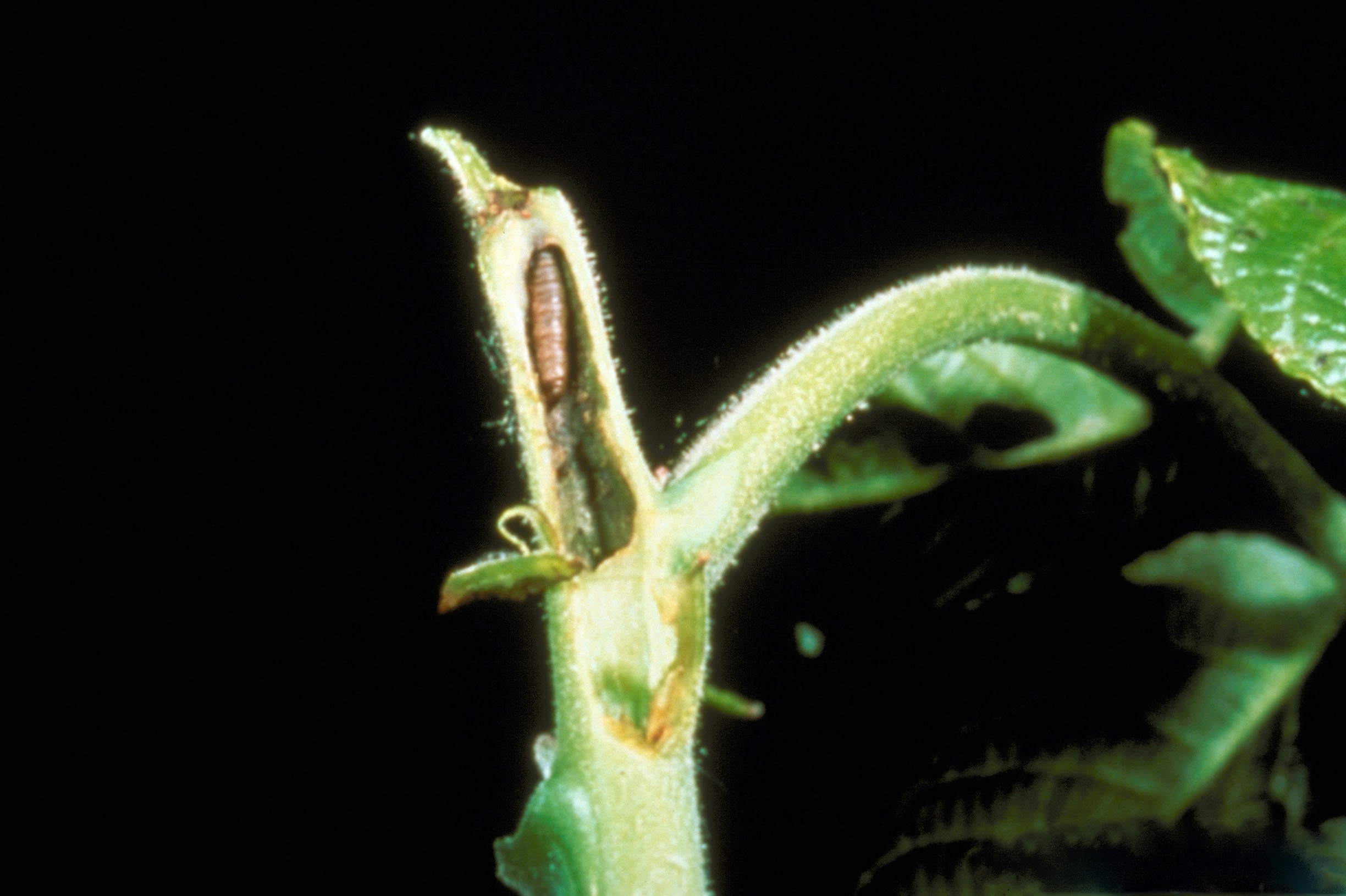